# Valentigney
Valentigney é uma comuna francesa na região administrativa de Borgonha-Franco-Condado, no departamento de Doubs. Estende-se por uma área de 9,74 km². Em 2010 a comuna tinha 11 074 habitantes (densidade: 1 137 hab./km²).